# EuroVelo 14
L’EuroVelo 14 (EV 14), également dénommée « Lacs et Rivières d'Europe Centrale », est une véloroute EuroVelo faisant partie d’un programme d’aménagement de voie cyclable à l’échelle européenne. Longue de 1 125 km, elle relie Zell am See en Autriche à Velence en Hongrie.

## Itinéraire
Les principales villes traversées par pays sont :
| Pays     | Principales villes traversées (intersection avec les autres EuroVelo) |
| -------- | --------------------------------------------------------------------- |
| Autriche | Zell am See, Bischofshofen (EV 7), Graz, Fehring (EV 9), Jennersdorf  |
| Hongrie  | Szentgotthárd, Őriszentpéter, Lac Balaton, Székesfehérvár, Velence    |